# Cuori nella tormenta (film 1984)
Cuori nella tormenta è un film del 1984 diretto da Enrico Oldoini.
Commedia italiana, primo lungometraggio diretto da Oldoini.

## Trama
Portovenere. Walter (pronunciato all'inglese Uòlter) e Raffaele (detto Raf da Walter) sono amici. Walter, romano, un sottufficiale (precisamente secondo capo) della Marina Militare facile alle bugie, un po' bullo e pieno di sé; Raffaele, napoletano, è un cuoco di bordo nella Marina mercantile italiana, romantico e credulone. Sfortunatamente si innamorano, senza saperlo, della stessa ragazza, Sonia, impiegata alla Sip e aspirante attrice: corteggiata inizialmente da Raffaele, Sonia conosce poi anche Walter e si innamora sinceramente di lui, in quanto più brillante di Raffaele.
Quando Sonia e Walter capiscono la situazione, non trovano il coraggio di chiarire tutto anche a Raffaele, ingenuamente convinto che la ragazza lo ami alla follia, e ormai affezionatosi anche al suo presunto amico: i due preferiscono attendere che lo capisca da sé. Quando Raffaele li trova che si baciano, si dispera e fugge; mentre passeggia sulla banchina del porto, un'auto lo urta per caso e finisce in mare. Walter lo raggiunge mentre viene soccorso da un'ambulanza, e, credendo che avesse tentato il suicidio e volendolo rincuorare, gli dice di non tenere affatto a Sonia e di avergli fatto solo un amichevole scherzo. Sonia, però, udite le sue parole, lascia Walter fuggendo da entrambi.
Walter si imbarca e parte per lavoro e Sonia si getta tra le braccia di Raffaele, ma è infelice: non fa che pensare a Walter rendendosi conto di amarlo ancora nonostante l'attaccamento di Raffaele per lei. Raffaele, che in precedenza aveva risposto alle varie lettere di Walter dicendo che Sonia lo aveva dimenticato, resosi ormai conto dell'amore che la lega all'ex amico e della sincera reciprocità del sentimento, scrive un telegramma a Walter confessandogli che Sonia lo ama ancora, e di recarsi da loro per farla felice.
Ma il giorno successivo Sonia sembra aver iniziato a distaccarsi emotivamente da Walter e d'iniziare a provare un sincero affetto per Raffaele, anche a causa della dedizione con cui s'è preso cura di lei nei mesi precedenti. I due organizzano un viaggio a Roma e nel frattempo Raffaele scrive un nuovo telegramma in cui rettifica ciò che aveva scritto in precedenza, ma è troppo tardi: Walter è già a Portovenere sotto casa di Raffaele. Sonia però non vuole vederlo, e chiede a Raffaele d'inventarsi che lei sia altrove e malata. Quando Walter arriva, Raffaele gli racconta che Sonia è a Macerata per farsi curare da una malattia rara, che la fa soffrire molto, in una clinica specializzata. Walter, sconvolto, risponde che non gl'importa di come la malattia abbia ridotto Sonia, e che l'amerà comunque e lei, sentendo questo, esce dal suo nascondiglio e gli getta le braccia al collo. E così Walter ringrazia Raffaele credendo che avesse messo in atto questa messa in scena per rafforzare l'amore tra lui e Sonia.
Walter e Sonia partono insieme per Roma e Raffaele sembra accettare la loro decisione, ma in realtà spera ancora che per non deluderlo i due ci ripensino; perciò decide di perseguitarli, arrivando perfino a procurare l'allarme affermando che è stata messa una bomba sulla linea per Roma, e rovina loro il viaggio seguendoli fino all'hotel dove i due devono alloggiare una volta scesi dal treno.
La mattina seguente Walter, dopo aver visto Raffaele chiudersi in un cassonetto su un sentiero affacciato sul mare, è talmente furioso da scaraventare il cassonetto in mare. Per fortuna Raffaele è già uscito dal cassonetto e comincia a litigare con Walter sulla spiaggia. Sonia, che osserva Walter dalla finestra dell'hotel, rimane nuovamente delusa.
Nella scena successiva Sonia tenta il suicidio gettandosi in mare da una rupe, ma sopravvivendo miracolosamente ha appena il tempo di dire che l'ha fatto solo per amore: è una scena del film "Turbamento" la cui protagonista è proprio Sonia che ha raggiunto il suo sogno di fare l'attrice.
Raffaele e Walter non si vedono per molto tempo e, anni dopo, si rincontrano nel cinema dove viene proiettato "Turbamento": entrambi sono ancora single e infatuati di Sonia, Walter ne chiede notizie a Raffaele il quale millanta di esserne diventato il marito.

## Produzione

### Riprese
Uscito nelle sale il 18 ottobre del 1984, le riprese iniziarono il 12 marzo dello stesso anno a La Spezia.